# Everman, Texas
Everman là một thành phố thuộc quận Tarrant, tiểu bang Texas, Hoa Kỳ. Năm 2010, dân số của xã này là 6108 người.

## Dân số
- Dân số năm 2000: 5836 người.
- Dân số năm 2010: 6108 người.